# Synaptosom
Synaptosomy – artefaktowe struktury powstałe podczas frakcjonowania preparatów tkanki nerwowej będące oderwanymi zakończeniami nerwów (aksony), zawierającymi w szczególności obszar synaptyczny wraz z przylegającymi do niego rejonami komórki nerwowej oraz z błoną komórki postsynaptycznej. Synaptosomy zamykają w swoim wnętrzu pęcherzyki synaptyczne i są bogate w białka synaptyczne.
Synaptosomy tworzą się podczas mechanicznego odrywania zakończeń nerwowych podczas procesu izolacji np. na drodze wirowania różnicowego. Są źródłem do izolacji pęcherzyków synaptycznych oraz służą do badań funkcji i budowy synaps na poziomie molekularnym. 
Synaptosomy zostały po raz pierwszy wyizolowane w 1958 roku, a dwa lata później za pomocą mikroskopii elektronowej potwierdzono ich pochodzenie. Termin synaptosomy został wprowadzony przez V. P. Whittakera i współpracowników.